# Berry Gordy
Berry Gordy, Jr. (Detroit, Michigan, 28 de novembre de 1929) és un productor de música estatunidenc, fundador del segell discogràfic Motown Records i les seves diverses subsidiàries.
Va descobrir l'estrella del soul Mary Wells (1943-1992)